# Nethinius mananarensis
Nethinius mananarensis là một loài bọ cánh cứng trong họ Cerambycidae.